# Paweł Bilski
Paweł Bilski – polski fizyk, doktor habilitowany nauk fizycznych związany z Wydziałem Fizyki UAM w Poznaniu.

## Życiorys
Fizykę doświadczalną ukończył na poznańskim Wydziale Fizyki UAM w 1997. Doktoryzował się na macierzystym wydziale w 2003 na podstawie pracy pt. Badanie reorientacji molekularnych w ciałach stałych metodą echa spinowego (promotorem był Jan Wąsicki).
Habilitował się w 2019 na podstawie oceny dorobku naukowego oraz cyklu publikacji pt. Ciśnieniowe badania wybranych układów jonowo-molekularnych i molekularnych. Na macierzystym Wydziale Fizyki UAM pracuje jako adiunkt w Zakładzie Radiospektroskopii. Ponadto pracuje także w polskiej grupie naukowej przy polskim spektrometrze NERA znajdującym się w Zjednoczonym Instytucie Badań Jądrowych (ZIBJ) w Dubnej (Rosja).
Swoje prace publikował m.in. w „Journal of Physics: Condensed Matter", „Journal of Chemical Thermodynamics" oraz „Journal of Physical Chemistry B".